# Eduardo Mayo
Eduardo Mayo Rodríguez (n. Madrid; 3 de febrero de 1980) es un actor español.
Saltó a la fama interpretando a Arrieta en la serie Los hombres de Paco, durante la sexta temporada, que se emite en horario de máxima audiencia en Antena 3. También participó en Servir y proteger.
En marzo de 2009 coprotagonizó la miniserie Una bala para el rey, junto con Carlos Blanco (Soto), Víctor Clavijo (Torres) y Mon Ceballos (Zárate), en la que interpretaba a Imanol, uno de los terroristas que intentaron atentar contra la vida de Su Majestad el Rey Juan Carlos I en el verano de 1995.

## Trayectoria profesional
- Cuéntame cómo pasó (2013) - episódico
- La que se avecina (2012) - episódico
- Punta escarlata (2011) - como Chema (Papel secundario).
- El internado (2010) - como Curro Bermúdez / Titiritero, episódico
- Águila Roja (2010) - episódico
- Los hombres de Paco (2008-2009) - como Jon Arrieta
- Una bala para el rey (2009) - como Imanol
- Hospital Central (2008) - episódico
- El internado (2007) - episódico
- Cuenta atrás (2007) - episódico
- Servir y proteger (2018-2019) - como Gonzo (Papel recurrente).